# The Sinatra Family Wish You a Merry Christmas
The Sinatra Family Wish You a Merry Christmas är ett julalbum från 1968 av Frank Sinatra samt hans barn, Frank Sinatra, Jr., Nancy Sinatra och Tina Sinatra.
Albumet släpptes på vinyl, LP och 8-track, och fanns sedan inte tillgängligt i årtatal och decennier innan det återutgavs på CD 1999.

## Låtlista
1. "I Wouldn't Trade Christmas" (Sammy Cahn, Jimmy Van Heusen) – 2:55
2. "It's Such a Lonely Time of Year" (Taylor) – 4:38
3. "Some Children See Him" (Hutson/Burt) – 2:59
4. "O Bambino (One Cold and Blessed Winter)" (Capra, Velona) – 2:59
5. "The Bells of Christmas (Greensleeves)" (Traditional, ad. Sammy Cahn, Jimmy Van Heusen) – 3:41
6. "Whatever Happened to Christmas?" (Jimmy Webb) – 3:05
7. "Santa Claus Is Coming to Town" (Coots, Gillespie) – 2:35
8. "Kids" (Davis) – 3:01
9. "The Christmas Waltz" (Sammy Cahn, Jule Styne) – 3:12
10. "The Twelve Days of Christmas" (Traditional, ad. Sammy Cahn, Jimmy Van Heusen) – 4:26

## Medverkande
- Frank Sinatra - Sång (Spår 1, 5, 6, 9, 10)
- Frank Sinatra, Jr. - Sång (Spår 1, 3, 5, 10)
- Nancy Sinatra - Sång (Spår 1, 2, 4, 5, 8, 10)
- Tina Sinatra - Sång (Spår 1, 4, 5, 7, 10)
- Nelson Riddle - Arrangör, kompositör
- Don Costa - Arrangör, kompositör
- Jimmy Joyce - Sångare